# Droga wojewódzka nr 275
Droga wojewódzka nr 275 (DW275) – droga wojewódzka leżąca na obszarze województwa kujawsko-pomorskiego. Trasa ta łączy z skrzyżowaniem w Inowrocławiu z ul. Narutowicza z Dworcem PKP w Inowrocławiu. Od 30 października 2019 roku droga ta łączy się ze starym przebiegiem drogi krajowej nr 25, który nie ma jeszcze ustalonej klasy i numeru.